# Chorinaeus scitulus
Chorinaeus scitulus är en stekelart som beskrevs av Kusigemati 1984. Chorinaeus scitulus ingår i släktet Chorinaeus och familjen brokparasitsteklar. Inga underarter finns listade i Catalogue of Life.